# Тур Швейцарии (женский)
Тур Швейцарии (фр. Tour de Suisse Women) — шоссейная многодневная велогонка, проходящая по территории Швейцарии с 2021 года. Является женской версией мужской гонки Тура Швейцарии.

## История
С 1998 по 2001 год уже проводился женский Тур Швейцарии
В начале 2021 года Федерации велоспорта Швейцарии (Swiss Cycling) решила организовать первый женский Тур Швейцарии приурочив его к 50-летию избирательного права женщин в Швейцарии.
Гонка сразу вошла Женский мировой шоссейный календарь UCI. Дебютное издание состояло всего из двух этапов и прошло перед началом мужского Тура Швейцарии.
В следующем 2022 году вошла в календарь Женской ПроСерии UCI и увеличила свою продолжительность до четырёх этапов. В 2023 году вошла в календарь Женского Мирового тура UCI.

## Призёры
| Год  | Победитель      | Второй          | Третий              |
| ---- | --------------- | --------------- | ------------------- |
| 2021 | Элизабет Дейнан | Элис Чаббей     | Марлен Рёссер       |
| 2022 | Люсинда Бранд   | Кристен Фолкнер | Паулина Ройяккерс   |
| 2023 | Марлен Рёссер   | Деми Воллеринг  | Элиза Лонго Боргини |
| 2024 | Деми Воллеринг  | Нив Брэдбери    | Элиза Лонго Боргини |
| 2025 | Марлен Рёссер   | Деми Воллеринг  | Катажина Невядома   |